# Cynometra portoricensis
Cynometra portoricensis är en ärtväxtart som beskrevs av Carl Karl Wilhelm Leopold Krug och Ignatz Urban. Cynometra portoricensis ingår i släktet Cynometra, och familjen ärtväxter. Inga underarter finns listade i Catalogue of Life.